# Veselí (zámek)
Zámek ve Veselí na Klatovsku se nachází na místě, kde dříve stávala tvrz. Ve 2. polovině 19. století byla přestavěna na zámek. Zcela zchátral, ale z iniciativy spolku Tvrz Veselí od roku 2014 prochází opravami. Je chráněn jako kulturní památka České republiky, zároveň je zařazen na seznam ohrožených památek.

## Historie
Ves Veselí je připomínána roku 1379, kdy ji držel Stach, roku 1404 potom Jan z Veselí. Kolem přelomu 15. a 16. století koupil Veselí Petr Suda z Řeneč a připojil ho k sousednímu janovickému statku. Kvůli jeho loupežné činnosti mu byl majetek konfiskován a dostal se v držení Janovických z Janovic. Samotné Veselí pak získal roku 1581 rod Fremutů ze Stropčic, později Čejků z Olbramovic, kteří ho v roce 1669 prodali Vilému Albrechtovi z Kolovrat. V roce 1757 patřily oba statky hraběti Karlu Josefu Palmovi. V závěru 18. století ztratila veselská tvrz pro bystřické panství význam a byla ponechána zkáze.
V letech 1863 až 1885 se majitelem tvrze ve Veselí stal Fridrich Stadion-Thannhausen, který ji nechal přestavět na zámek. Přestavby se ujal klatovský stavitel Josef Mayer, přičemž se zřejmě nechal inspirovat zámkem v blízkém Bezděkově. R. 1885 koupil Veselí se zámkem Bedřich Matzenauer, jehož potomkům byl kvůli židovskému původu za 2. světové války zkonfiskován Němci. Po roce 1948 se stal majetkem státu.
Zemědělské podniky (mj. Státní statek Luby) si v něm zřídily kanceláře, po dalších stavebních úpravách v něm vznikly byty. Zámek patří Andreasu Oliverovi Bechinie z Berlína, který je potomkem rodu Jana Bechyně z Lažan.
V roce 2014 byl založen spolek Tvrz Veselí. Spolek chce zámek obnovit, otevřít veřejnosti a využívat ke kulturním, společenským a vzdělávacím aktivitám. S majitelem má na 30 let uzavřenu smlouvu na užívání prostor zámku za jednu korunu ročně. Spolek na obnovu zámku vypsal veřejnou sbírku. Určitou částkou na rekonstrukci má na základě smlouvy každý rok přispět také německý majitel. Byla opravena plochá střecha nad jednou z částí zámku a střecha na věži.